# Studio Fantasia
Studio Fantasia (有限会社スタジオ・ファンタジア, Yūgen gaisha Sutajio Fantajia) est un studio d'animation japonaise basé à Nerima, Tokyo. Fondé le 12 octobre 1983 par Tomohisa Iizuka, alors directeur général de Tsuchida Productions (qui fermera trois ans plus tard), le studio a fait faillite le 16 novembre 2016.